# 오카무라 가즈야
오카무라 가즈야(일본어: 岡村 和哉, 1987년 12월 25일 ~ )는 일본의 축구 선수이다.

## 구단 경력
그는 2010년부터 2022년까지 J리그의 로아소 구마모토, V-파렌 나가사키, 가마타마레 사누키, 기라반츠 기타큐슈, FC 기후에서 활동하였다.